# Atentatul din Orlando (2016)
Atentatul din Orlando, cunoscut internațional și ca masacrul din Orlando, se referă la un atac armat ce a avut loc în primele ore ale zilei de 12 iunie 2016 într-un club de noapte gay din orașul american Orlando, Florida. 50 de oameni au fost uciși în atac. Atentatul din Orlando este al doilea cel mai grav atac armat din istoria Statelor Unite după atacul armat din Las Vegas de la 1 octombrie 2017, atac în care 59 de oameni au fost uciși și alți 527 răniți.
Atacatorul a fost identificat ca Omar Mir Seddique Mateen, cetățean american în vârstă de 29 de ani, musulman cu origini afgane. Agenția de știri Amaq, afiliată ISIS, a raportat că grupul militant islamist este responsabil pentru atentat. Totuși, președintele Barack Obama a declarat că nu s-a descoperit nicio legătură a autorului masacrului cu organizația teroristă Stat Islamic.

## Context
În perioada în care au putut funcționa în mod deschis, cluburile LGBT din Statele Unite au fost scenele a numeroase atacuri homofobe. Acestea includ un atac prin incendiere nerezolvat în UpStairs Lounge, în 1973, care a ucis 32 de oameni; un atac cu bombă comis de Eric Rudolph în Otherside Lounge, în 1997; focuri de armă trase într-un bar din Roanoke, Virginia, de Ronald Edward Gay în 2000; un atac cu topor și pistol din 2006 în interiorul Puzzles Lounge, situat în New Bedford, Massachusetts, în care au fost rănite patru persoane; și o tentativă de atac prin incendiere din 2013 asupra clubului de noapte Neighbours din Seattle, comis de Musab Mohammed Masmari.
Pe 11 iunie 2016, Pulse, un club de noapte gay din Orlando, Florida, organiza Noaptea Latino, un eveniment săptămânal de sâmbătă seara, la care luau parte în special tineri hispanici. În jur de 320 de oameni se aflau în club la ora locală 2:00 când a început atacul.

## Atacul

### Clubul Pulse

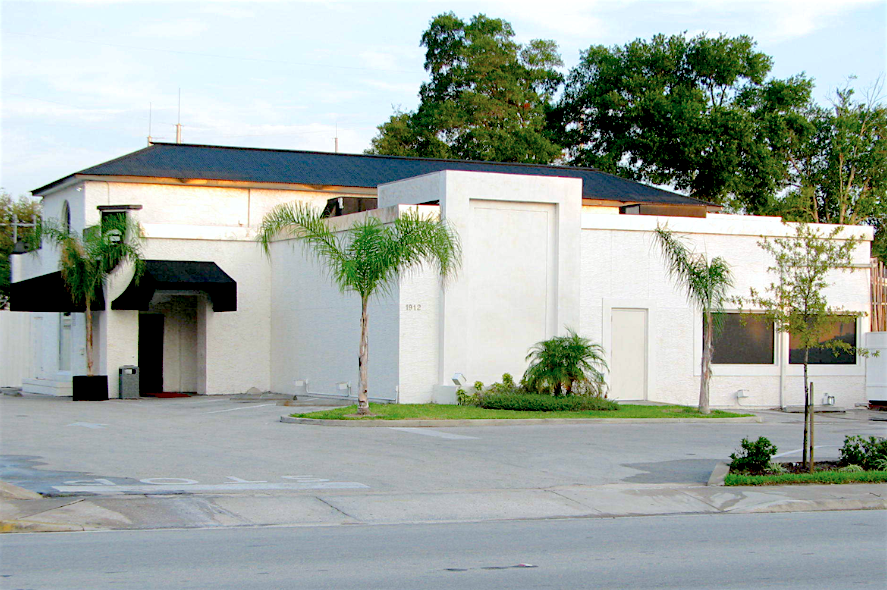
Clubul Pulse fotografiat în 2006

Pulse a fost fondat în 2004 de Barbara Poma și Ron Legler. Fratele lui Poma, John, a murit în 1991 după o lungă luptă cu SIDA, iar clubul este "numit pentru ca pulsul lui John să dăinuie", potrivit unui agent de marketing al clubului. Pulse găzduiește în fiecare noapte show-uri tematice și are un program lunar de evenimente educaționale destinate comunității LGBT.
The Washington Post descrie clubul ca fiind "un centru comunitar pentru prevenirea HIV, conștientizarea cancerului la sân și drepturile imigranților". Clubul este situat pe 1912 South Orange Avenue.
Clubul a fost scena altui incident armat în mai 2013.

### Desfășurarea atacului

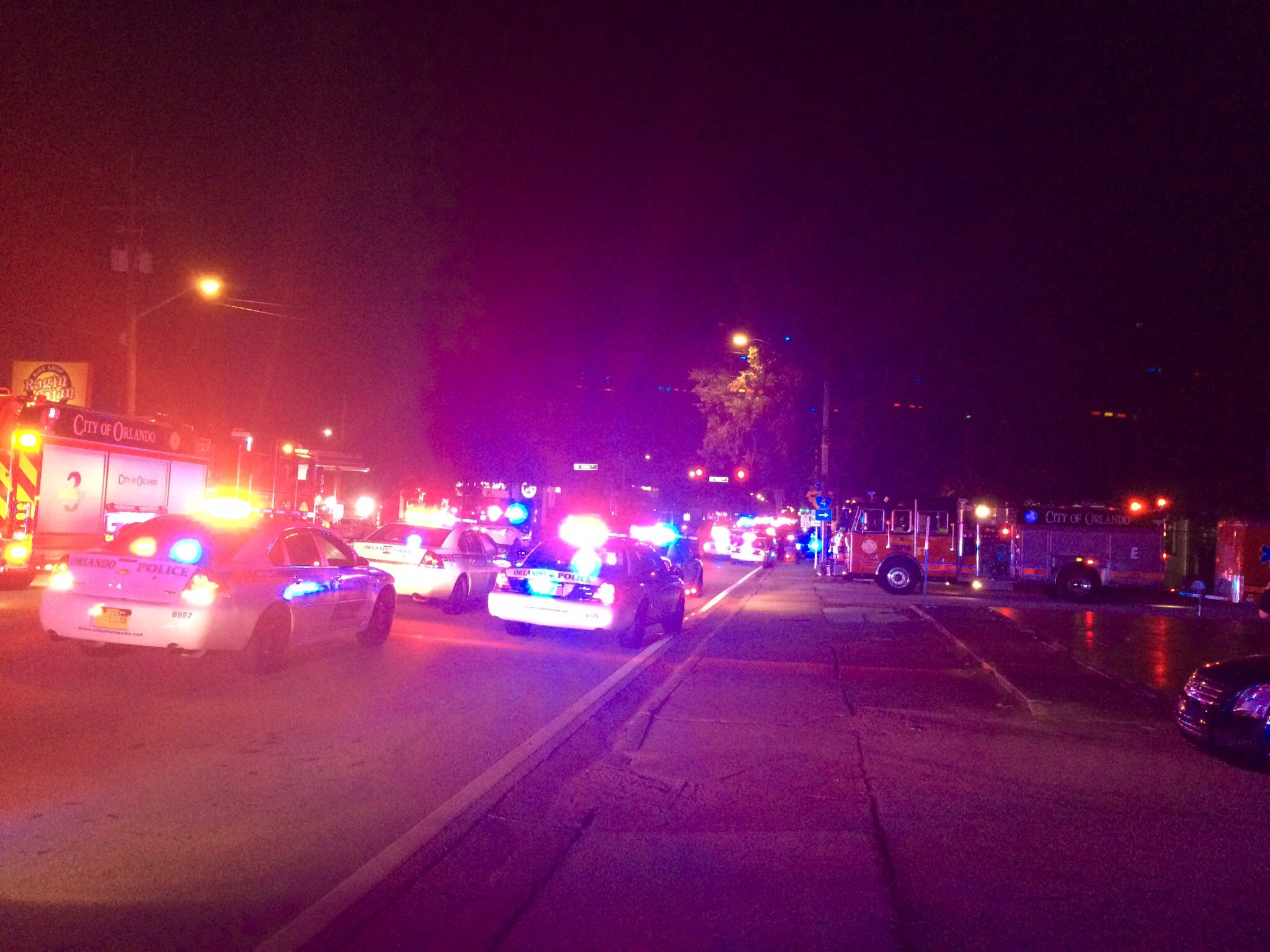
Mașini de poliție în drum spre clubul Pulse după primul apel la 911

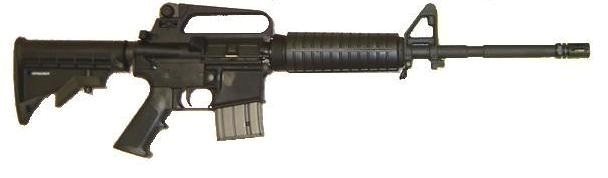
Pușcă de asalt AR-15, precum cea folosită în atac

Mateen a ajuns la club cu o furgonetă în primele ore ale zilei de 12 iunie. Acesta era înarmat cu o pușcă de asalt AR-15 și un pistol semiautomat Glock 17. Inițial s-a crezut că suspectul avea și o bombă asupra sa, însă autoritățile au spus ulterior că este vorba despre un semn de ieșire sau detector de fum care a căzut. Un agent de pază înarmat, care era ofițer în cadrul Departamentului de Poliție din Orlando (OPD) în afara programului de serviciu, a tras mai multe focuri de armă în direcția atacatorului. Cu toate acestea, Mateen a reușit să pătrundă în clădire și a început să tragă în clienți. Ofițerului i s-au alăturat curând alți doi polițiști care au început să tragă spre Mateen. Atacatorul se baricadase în club, unde a luat ostatici aproximativ 100 de oameni. La ora locală 2:11, nouă minute după ce a început ploaia de gloanțe, pe pagina de Facebook a clubului Pulse din Orlando a fost postat mesajul: "Toată lumea să iasă afară din Pulse și să fugă".
În timpul atacului, oamenii prinși în interiorul clubului au sunat și au trimis mesaje prietenilor și rudelor. Inițial, unii au crezut că focurile de armă erau de fapt petarde. Mulți au descris o stare generală de panică și confuzie cauzată de zgomotul muzicii și întuneric. O persoană care se ascundea în baie s-a acoperit cu trupurile victimelor pentru protecție. Unii animatori s-au ascuns în camerele de toaletare și au reușit să se târască afară din club după ce polițiștii au demontat unitatea de aer condiționat. Una dintre chelnerițe a declarat că s-a ascuns sub barul de sticlă. Supraviețuitorii au povestit cum Mateen râdea isteric în timp ce trăgea în cei care încercau să se ascundă.

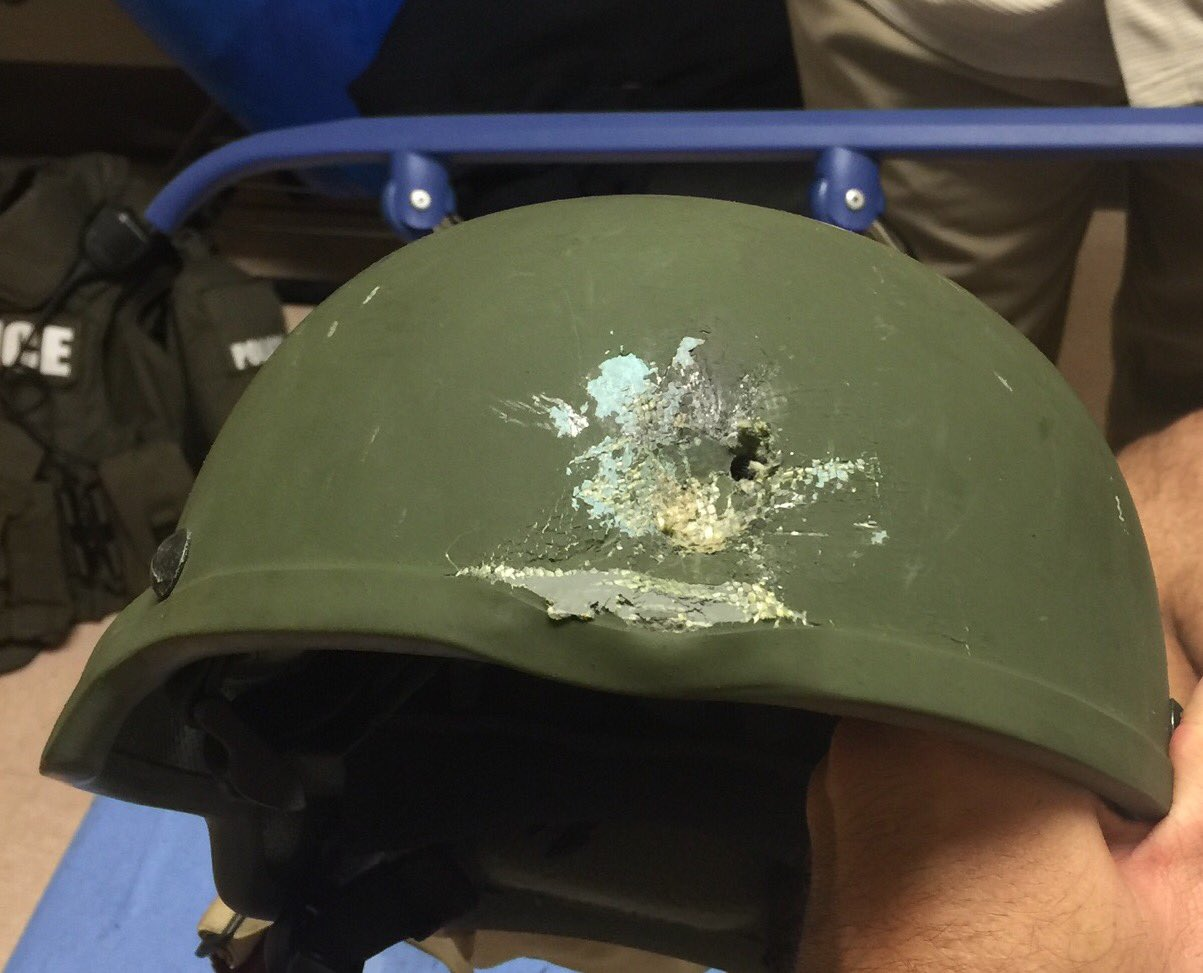
Cască militară kevlar străpunsă de glonț în timpul schimbului de focuri din clubul Pulse

Numeroase echipaje de urgență – inclusiv ofițeri OPD, adjuncți ai șerifului Comitatului Orange, agenți FBI, precum și paramedici și pompieri de la trei departamente – au ajuns la fața locului. Un negociator era, de asemenea, prezent, întrucât atacatorul s-a baricadat în interiorul clubului și a luat ostatici.
Potrivit lui Patience Carter, unul dintre ostatici, Mateen a intrat în baia unde se ascunseseră mai mulți oameni și a deschis focul, rănind mulți dintre ei. Carter, ascunsă într-o boxă cu alte persoane, a fost ranită de gloanțe și bucăți din peretele căzut în urma ploii de gloanțe. Pușca lui Mateen s-a blocat apoi pentru scurt timp, moment în care a oprit focul și a luat supraviețuitorii ostatici.
La ora 2:22, între două schimburi de focuri, Mateen a făcut un apel la 911 din baia clubului în care și-a exprimat simpatia pentru Tamerlan și Djohar Țarnaev, teroriștii de la maratonul din Boston, și a făcut referire la Moner Mohammad Abu Salha, o cunoștință de-a lui, care a murit într-un atentat sinucigaș în Siria în 2014. Mateen a spus că a fost inspirat de moartea lui Abu Salha pentru Frontul Al-Nusra și, în ciuda faptului că Frontul Al-Nusra este în război cu ISIS, Mateen și-a declarat loialitatea față de organizația din urmă.
După un asediu de trei ore, în jurul orei 5 dimineața, ofițerii SWAT au intrat în clădire prin perete cu un vehicul blindat, apoi au folosit două grenade paralizante pentru a-l distrage pe Mateen. Mateen a fost împușcat și ucis în schimbul de focuri, în care au fost implicați 11 ofițeri. Cinci minute mai târziu, poliția a declarat că o echipă de pirotehniști a efectuat o explozie controlată. Marteen a fost declarat mort de polițiști la ora locală 5:53. 30 de ostatici au fost eliberați în timpul operațiunii poliției, iar un ofițer a fost împușcat în casca kevlar și internat în spital cu leziuni oculare.

### Autorul atacului
CBS News relata că autorul atacului este Omar Mir Seddique Mateen. Mateen era un cetățean american din Fort Pierce, Florida, născut din părinți afgani în 1986, la New York. Mateen era musulman. Potrivit unor surse din rândul forțelor de ordine, Mateen a apelat numărul unic de urgență 911 înainte de a comite atacul, jurând credință liderului ISIS Abu Bakr al-Baghdadi.
Tatăl atacatorului, Seddique Mateen, a declarat pentru un post de televiziune american că familia sa regretă "întregul incident". Acesta a adăugat că atacul nu a avut nimic de-a face cu religia, doar că fiul său a fost iritat de imaginea unui cuplu homosexual sărutându-se în Miami cu câteva luni înainte, în prezența soției lui, Noor Zahi Salman, și a fiului lor de trei ani. Însă câteva ore mai târziu, tatăl lui Mateen a postat un videoclip pe pagina sa de Facebook în care condamnă homosexualitatea, spunând că "nu este un subiect cu care oamenii ar trebui să aibă de-a face". Videoclipul a fost între timp șters de pe pagina de Facebook. Într-un alt videoclip postat de Seddique pe YouTube în 2014, acesta își exprimă gratitudinea față de talibanii afgani. Mai mult, tatăl lui Omar se opune vehement Pakistanului și președintelui afgan, Ashraf Ghani.
Mateen, care locuia la câțiva kilometri de Orlando, în Fort Pierce, lucra ca agent de pază pentru G4S Secure Solutions din 2007. Un fost coleg de muncă a declarat pentru NBC News că Mateen era rasist, agresiv și "toxic". Aceeași părere este împărtășită de fosta lui soție, Sitora Yusifiy, care l-a acuzat de violență domestică. Mariajul lor s-a încheiat după doar patru luni, în 2011, din pricina abuzurilor fizice la care era supusă. Potrivit acesteia, Omar suferea de tulburare bipolară și era "în mod evident tulburat, închis și traumatizat". Fostul ofițer de poliție din Fort Pierce, Daniel Gilroy, îl descria pe Mateen ca "dezechilibrat" mental. Potrivit propriilor declarații, Gilroy a încetat să lucreze cu Mateen, dezgustat fiind de remarcile homofobe și rasiste ale acestuia. Mateen "vorbea deseori despre uciderea oamenilor și-și exprima ura față de homosexuali, negri, femei și evrei".
Mateen avea permis de port-armă și, potrivit unui oficial ATF, cel puțin două arme de foc au fost achiziționate legal de Mateen în săptămâna premergătoare atentatului, însă nu se știe dacă aceste arme au fost folosite în atac.
Mateen a intrat în atenția FBI în mai 2013 după afirmații "inflamatorii" despre un contract de muncă pentru postul de agent de pază. Mateen le-a spus colegilor de muncă că a avut legături de familie cu al-Qaeda și că a fost membru Hezbollah. FBI a deschis o anchetă preliminară și l-a audiat pe Mateen de două ori. Mateen a admis că a făcut astfel de declarații, dar "a explicat că le-a spus la furie, deoarece colegii săi îl tachinau". FBI a închis cazul după zece luni, socotind că Mateen nu reprezintă o amenințare. Mateen figura într-o listă de urmărire a teroriștilor pe timpul anchetei, însă a fost înlăturat odată ce ancheta s-a încheiat. În iulie 2014, numele lui Mateen intră din nou în atenția FBI pentru o presupusă legătură cu Moner Mohammad Abu Salha, primul kamikaze american în Siria, unde a luptat cu Frontul Nusra, un grup militant afiliat al-Qaeda. Cei doi bărbați se cunoșteau din întâmplare (Abu Salha locuia în orașul vecin, Vero Beach) și frecventau aceeași moschee. Agentul special responsabil cu divizia Orlando a FBI, Ron Hopper, a declarat că legătura dintre cei doi a fost "minimă" și "nu constituia o relație substanțială sau o amenințare la acel moment". În martie 2011 și martie 2012, Mateen a călătorit în Arabia Saudită pentru Umrah, un pelerinaj al musulmanilor. După verificări în comun cu oficialii saudiți, Directorul FBI, James Comey, a declarat că nu au găsit nimic incriminator în cele două călătorii.
Potrivit Orlando Sentinel, cel puțin patru clienți obișnuiți ai clubului l-au văzut pe Mateen frecventând clubul de mai multe ori. În unele ocazii, Mateen ar fi băut într-un colț singur, "iar alte ori ar fi fost atât de beat încât devenea zgomotos și agresiv". Un alt martor, care l-a recunoscut pe Mateen în afara clubului cu o oră înainte de atac, le-a povestit agenților FBI că atacatorul îi trimitea mesaje printr-o aplicație de dating pentru gay numită "Jack'd" timp de un an înaintea atacului. Un altul a declarat că Mateen folosea aplicațiile Grindr si Adam4Adam pentru socializare online cu bărbați gay și posta fotografii cu el pe ambele site-uri. Unul din foștii săi colegi de la Academia de Poliție a declarat că Mateen i-a cerut să iasă împreună în 2006 și că au petrecut timp împreună la baruri gay după cursuri, crezând că Mateen era gay. El l-a descris, de asemenea, "ciudat din punct de vedere social" și spunea că "nimeni nu-l plăcea".
A doua soție a lui Omar Mateen, Noor Zahi Salman, ar putea fi inculpată pentru implicare în atacul armat. Ea a declarat poliției că ar fi încercat să discute cu soțul său despre intenția de a ataca clubul de noapte Pulse. Mai mult, Noor Zahi Salman ar fi mers cu Omar Mateen să cumpere muniție și l-ar fi lăsat la clubul de noapte Pulse cu alte ocazii pentru că dorea să supravegheze locul. De asemenea, în aprilie, Mateen și soția sa ar fi vizitat Walt Disney World pentru a-l cerceta ca o potențială țintă. Procurorii au declarat că intenționează să o acuze pe Noor Zahi Salman de complicitate la uciderea a 49 de persoane și de tentativă de ucidere în cazul a alte 53 de persoane, precum și de neavertizarea autorităților pentru a împiedica atacul armat. Există posibilitatea ca Mateen să-și fi sunat soția din interiorul clubului în timpul atacului, au declarat surse citate de Fox News. Deși Salman a fost interogată de polițiști după atac, ea nu a fost plasată sub arest.

## Victime
49 de oameni au fost uciși în atacul armat (50 inclusiv autorul atacului). Alți 53 au fost răniți, mulți dintre ei necesitând intervenție chirurgicală în spitalele locale. Atentatul este astfel cel mai sângeros atac armat din istoria recentă a Statelor Unite, cel mai grav incident de violență îndreptat împotriva comunității LGBT din Statele Unite, dar și cel mai grav act terorist de la atentatele din 11 septembrie 2001. 38 de persoane au fost declarate decedate la fața locului, în timp ce alte 11 au murit în spitale din cauza rănilor grave.
Aproape toate victimele care au fost ucise sau rănite în atac au fost civili. Un singur ofițer de poliție a suferit un traumatism la ochi atunci când un glonț i-a lovit casca de protecție în schimbul de focuri cu Mateen. Cele mai multe dintre victime au fost bărbați, 18 dintre aceștia având 25 sau sub 25 de ani, iar peste 90% dintre victime erau latino-americani, jumătate din ei cu origini puerto-ricane.
Clubul este situat la trei blocuri distanță de Centrul Medical Regional Orlando, principalul centru de traumă din regiune, iar multe dintre victime au fost transportate acolo; alte două spitale din oraș au primit victime. Până pe 13 iunie, 48 din cele 49 de victime au fost identificate. Pe 14 iunie a fost identificată și cea de-a 49-a victimă.
1. Stanley Almodovar al III-lea, 23
2. Amanda Alvear, 25
3. Oscar A. Aracena-Montero, 26
4. Rodolfo Ayala-Ayala, 33
5. Antonio Davon Brown, 29
6. Darryl Roman Burt al II-lea, 29
7. Angel L. Candelario-Padro, 28
8. Juan Chevez-Martinez, 25
9. Luis Daniel Conde, 39
10. Cory James Connell, 21
11. Tevin Eugene Crosby, 25
12. Deonka Deidra Drayton, 32
13. Simon Adrian Carrillo Fernandez, 31
14. Leroy Valentin Fernandez, 25
15. Mercedez Marisol Flores, 26
16. Peter O. Gonzalez-Cruz, 22
17. Juan Ramon Guerrero, 22
18. Paul Terrell Henry, 41
19. Frank Hernandez, 27
20. Miguel Angel Honorato, 30
21. Javier Jorge-Reyes, 40
22. Jason Benjamin Josaphat, 19
23. Eddie Jamoldroy Justice, 30
24. Anthony Luis Laureanodisla, 25
25. Christopher Andrew Leinonen, 32
26. Alejandro Barrios Martinez, 21
27. Brenda Lee Marquez McCool, 49
28. Gilberto Ramon Silva Menendez, 25
29. Kimberly Morris, 37
30. Akyra Monet Murray, 18
31. Luis Omar Ocasio-Capo, 20
32. Geraldo A. Ortiz-Jimenez, 25
33. Eric Ivan Ortiz-Rivera, 36
34. Joel Rayon Paniagua, 32
35. Jean Carlos Mendez Perez, 35
36. Enrique L. Rios jr., 25
37. Jean C. Nives Rodriguez, 27
38. Xavier Emmanuel Serrano Rosado, 35
39. Christopher Joseph Sanfeliz, 24
40. Yilmary Rodriguez Solivan, 24
41. Edward Sotomayor jr., 34
42. Shane Evan Tomlinson, 33
43. Martin Benitez Torres, 33
44. Jonathan Antonio Camuy Vega, 24
45. Juan P. Rivera Velazquez, 37
46. Luis S. Vielma, 22
47. Franky Jimmy Dejesus Velazquez, 50
48. Luis Daniel Wilson-Leon, 37
49. Jerald Arthur Wright, 31

## Anchetă

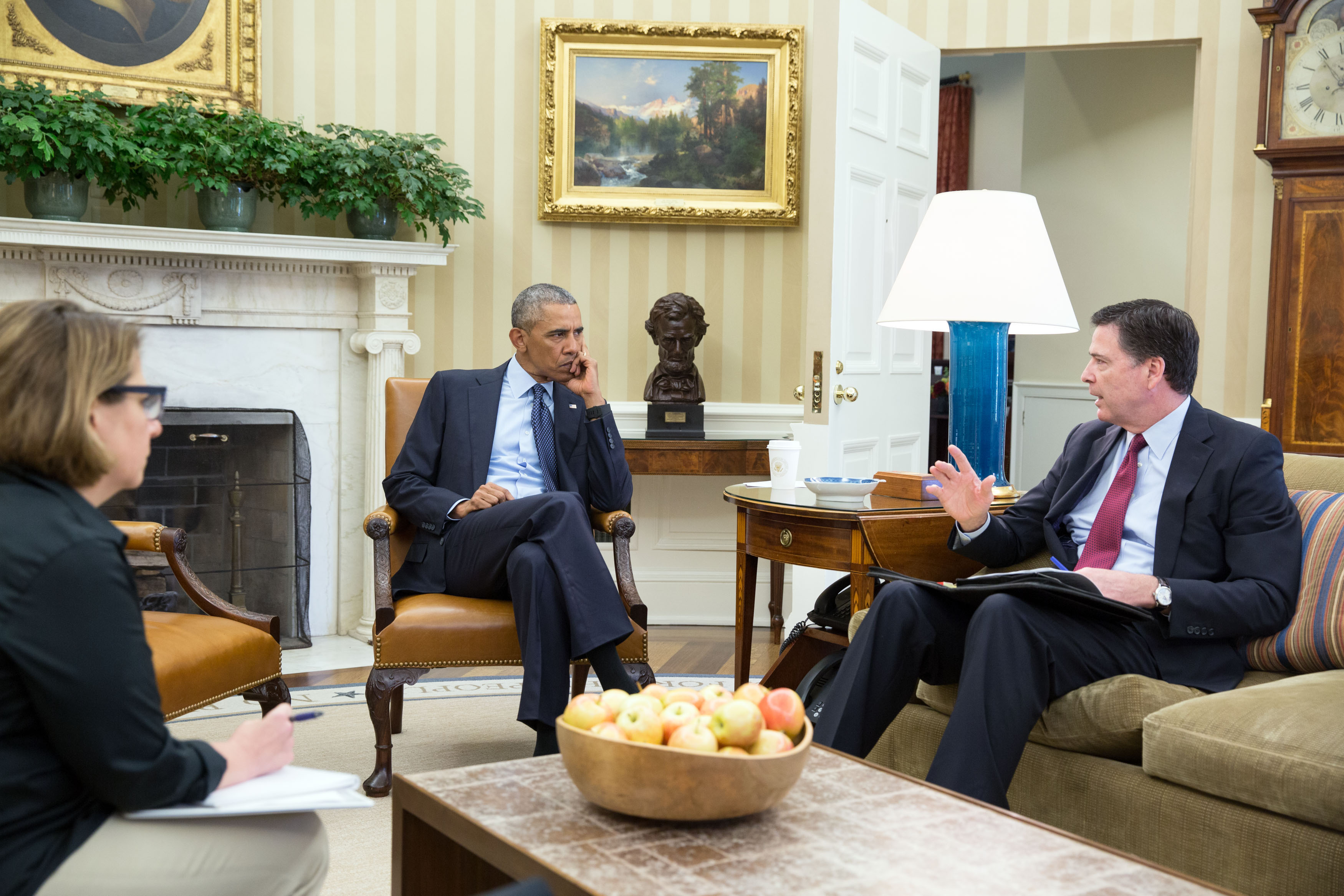
Președintele Barack Obama primește informații noi despre atac, în Biroul Oval, de la Directorul FBI James Comey și Consilierul pentru Securitate Internă Lisa Monaco.

Șeful poliției din Orlando, John Mina, a declarat că un pistol și o armă semiautomată de tip SIG Sauer MCX, precum și mai multe cartușe, au fost recuperate de la cadavrul lui Mateen. Mina a descris atacul ca pe un act de terorism pus la cale de un "lup singuratic". Șeriful Comitatului Orange, Jerry Demings, spunea: "Acesta este un incident, după cum am văzut, pe care cu siguranță îl clasificăm drept un act de terorism domestic". Când a fost întrebat despre islamism, agentul FBI Ronald Hopper a răspuns: "Nu avem indicii care să ne sugereze că acest individ ar fi putut avea înclinații spre această ideologie". Mina a declarat că Mateen era organizat, bine pregătit și nu din zona locală. FBI a înființat o linie de telefon pentru persoanele cu informații despre atac.
Un cont de social media, Online Dawah Operations, despre care se crede că ar aparține unor simpatizanți ISIS, "a gratulat atacul", în timp ce chiar ISIS a revendicat atacul, potrivit agenției de presă Amaq, afiliată ISIS.
Pe 13 iunie, Directorul FBI James Comey declara că "până acum, nu avem niciun indiciu că acest complot a fost dirijat din afara Statelor Unite sau că el [atacatorul] făcea parte din vreo rețea". Comey a adăugat că Comunitatea de Informații a Statelor Unite este "ferm convinsă că acest criminal a fost radicalizat cel puțin în parte prin intermediul internetului" și că ancheta a descoperit "indicii solide ale radicalizării acestui criminal și ale potențialei inspirații din organizațiile teroriste străine". Oficialii americani au declarat că ISIS ar fi putut să-l inspire pe Mateen fără a-l antrena, instrui sau avea vreun contact direct cu el; numeroase atacuri teroriste din trecut, inclusiv cel din San Bernardino, au fost comise de atacatori "autoradicalizați". ISIS a revendicat în mod frecvent responsabilitatea pentru atacurile comise de indivizii autoradicalizați, care i-au jurat credință, în ciuda lipsei oricărei legături directe cu atacatorii.
O transmisiune din 13 iunie prin postul de radio al-Bayan, afiliat ISIS, informa că Mateen era un "soldat al califatului", dar nu specifica nimic în legătură cu implicarea grupării în atentat. Yoram Schweitzer de la Institutul israelian pentru Studii de Securitate Națională a opinat că Mateen a asociat atacul cu ISIS pentru a căpăta notorietate și că este foarte puțin probabil ca ISIS să fi știut de Mateen înainte de atac.
După atac, ofițeri de la numeroase agenții federale, statale și locale (inclusiv FBI, ATF, Departamentul pentru Aplicarea Legii din Florida, Biroul Șerifului Comitatului St. Lucie și Departamentul de Poliție din Fort Pierce) au descins în casa lui Mateen din Fort Pierce și la o altă casă din Port St. Lucie. O echipă de pirotehniști a fost, de asemenea, prezentă la casa lui Mateen pentru a căuta explozibili.

## Reacții

### Naționale

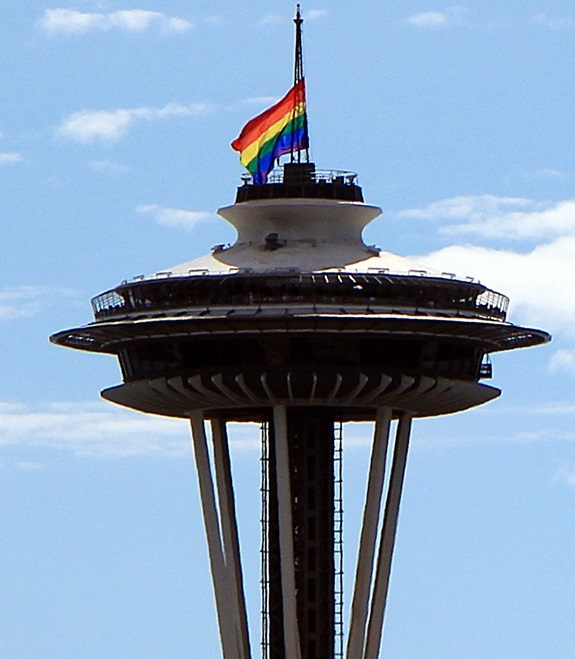
Steagul LGBT arborat pe acoperișul Space Needle din Seattle

La câteva ore de la atac, primarul orașului Orlando, Buddy Dyer, a decretat starea de urgență. Guvernatorul Floridei, Rick Scott, a emis o declarație de sprijin pentru cei afectați și a menționat că centrul pentru situații de urgență monitorizează incidentul.
Organizația neguvernamentală OneBlood a făcut apel la populație pentru donarea de sânge 0 negativ, 0 pozitiv și AB. De asemenea, politicianul Marco Rubio și actrița Mia Farrow i-au îndemnat pe locuitorii heterosexuali ai orașului Orlando să doneze sânge, pe fondul interdicției impuse de FDA bărbaților homosexuali activi. La ora locală 10:45, aproximativ 1.000 de oameni așteptau să doneze sânge la un centru OneBlood din oraș.
Compania Facebook a activat funcția de "safety check" pentru ca persoanele implicate în atacul armat din clubul Pulse din Orlando să își anunțe prietenii că sunt în siguranță. Mai mult, este pentru prima dată când "safety check"-ul este activat pe teritoriul Statelor Unite.
Casa Albă a emis o declarație prin care își exprimă condoleanțele victimelor. Președintele Barack Obama a ordonat guvernului federal să ofere orice ajutor necesar pentru a "continua ancheta și susține comunitatea". Într-o declarație de presă, președintele a descris atacul ca un "act de ură" și "act de teroare". Președintele a emis, de asemenea, o proclamație prin care toate steagurile americane din întreaga lume să fie coborâte în bernă până pe 16 iunie la apus, pentru a onora memoria victimelor atentatului din Orlando. Mai mult, Statele Unite a făcut apel la toate cele 193 de state membre ONU nu numai să condamne terorismul, dar și să protejeze persoanele LGBT de astfel de atacuri. Ambasadorul adjunct al Statelor Unite la ONU, David Pressman, a declarat ca protecția demnității tuturor ființelor umane ar trebui să fie obiectul de activitate al Adunării Generale.
Cea mai mare organizație a statului care militează pentru drepturile LGBT, Equality Florida, a demarat o acțiune de strângere de fonduri pentru a ajuta victimele și familiile lor, colectând 767.000 de dolari în primele nouă ore. Până pe 14 iunie, peste 3 milioane de dolari s-au strâns în conturile organizației.
Mulți oameni de pe social media și din alte părți, inclusiv candidați la președinția Statelor Unite, membri ai Congresului, alte figuri politice, lideri străini, dar și diverse celebrități și-au exprimat șocul cu privire la evenimente și au transmis condoleanțe celor afectați. Clădiri simbol din toată lumea au fost iluminate în culorile steagului LGBT pentru a onora memoria victimelor atacului. Printre acestea se numără Turnul Eiffel, One World Trade Center, Sydney Harbour Bridge și Sky Tower (Auckland).
"Consiliul de înțelepți musulmani", cu sediul la Abu Dhabi și condus de marele imam Ahmed Al-Tayeb, considerat cea mai înaltă autoritate a islamului sunit, a declarat într-un comunicat că respinge complet "aceste acte teroriste respingătoare care contrazic învățăturile islamului". Acest consiliu este o instituție ce reunește demnitari musulmani din diferite țări, dintre care Egipt, Emiratele Arabe Unite și Somalia. În același timp, secretarul general al consiliului, Ali al-Nouaimi, "a criticat faptul că se profită de astfel de atacuri pentru incitare (la ură) împotriva musulmanilor și răspândirea islamofobiei", potrivit comunicatului.
Ceremonia ediției din 2016 a Premiilor Tony a fost dedicată victimelor atacului, cărora gazda James Corden le-a prezentat omagii în monologul de deschidere. Lin-Manuel Miranda a recitat un sonet, compoziție proprie, în onoarea celor decedați, în timpul discursului de acceptare a Premiului Tony pentru cea mai bună partitură pentru musicalul Hamilton. Adele a dedicat un întreg show pe care l-a susținut în Anvers, Belgia, victimelor atacului din Orlando. J. K. Rowling, autoarea seriei Harry Potter, a postat un mesaj pe Tweeter dedicat lui Luis Vielma, una dintre victimele atentatului din Orlando. Luis Vielma era angajat al The Wizarding World of Harry Potter, parc tematic în Disneyland Orlando.
Cântăreața australiană Sia a lansat pe 5 septembrie videoclipul single-ului "The Greatest", despre care presa internațională scrie că este un omagiu adus victimelor masacrului din Orlando. Anterior, într-un concert în statul american Colorado, Sia a cedat în timp ce interpreta piesa "Titanium", dedicată și aceasta celor 49 de victime din clubul Pulse.
|          |
| New York |

|               |
| San Francisco |

|         |
| Toronto |

|                  |
| Washington, D.C. |

|            |
| Wellington |

### Internaționale

#### Organisme supranaționale
- Secretarul general al NATO, Jens Stoltenberg, a emis o declarație în care spune: "Condamn atacul terorist oribil din Orlando. Plâng alături de cei care au pierdut pe cineva drag, comunitatea LGBT și Statele Unite".[126]

#### Țări

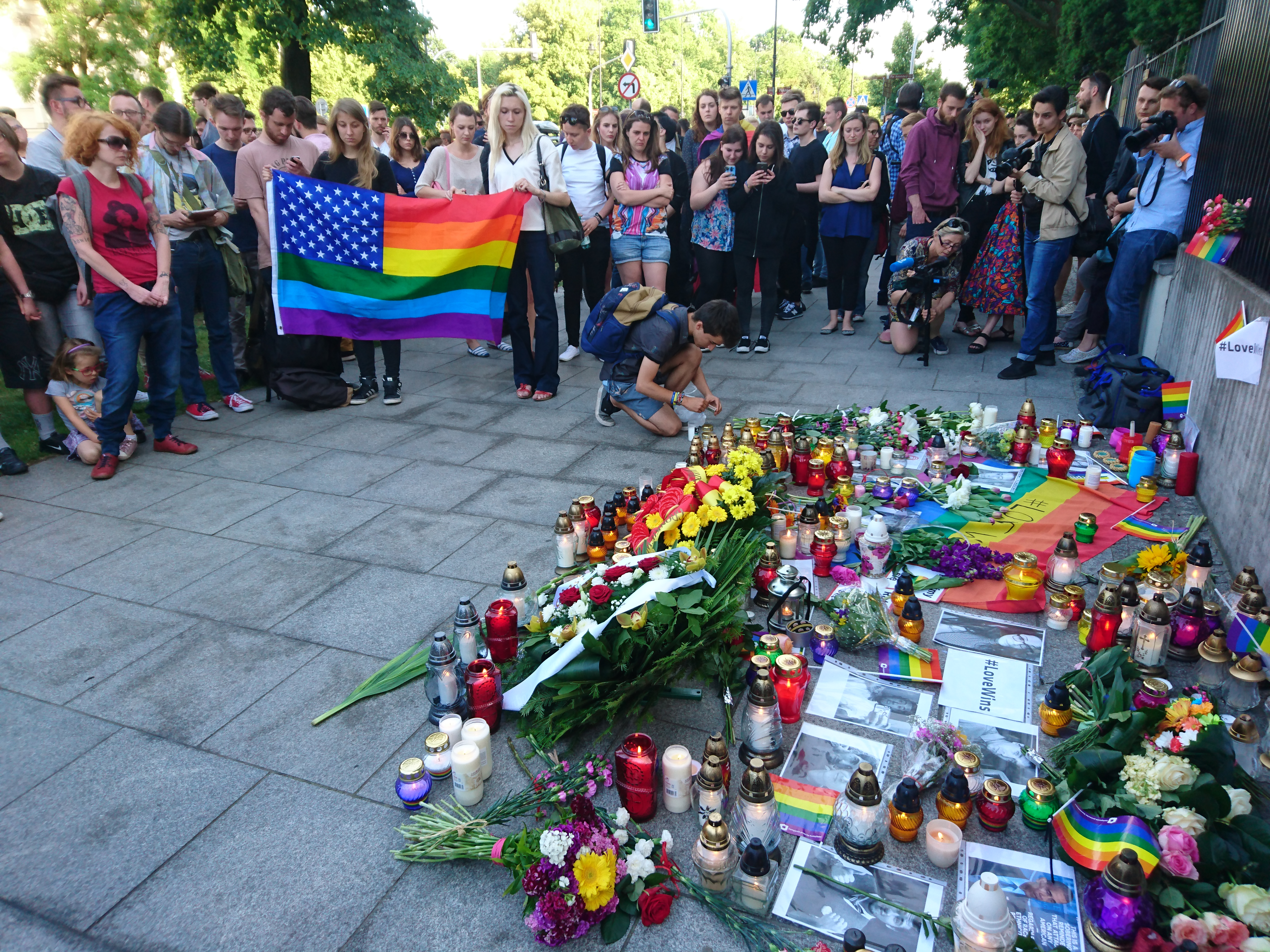
Manifestare de solidaritate la ambasada Statelor Unite în Varșovia, Polonia

- Președintele Ashraf Ghani a condamnat atacul și a declarat că "nimic nu poate justifica uciderea civililor".[127]
- Președintele sud-african Jacob Zuma a transmis un mesaj de condoleanțe guvernului și poporului american și a condamnat atacurile împotriva comunității LGBTQI.[128]
- Ambasadorul Arabiei Saudite în Statele Unite, Abdullah Al-Saud, a emis o declarație în care spunea: "Regatul Arabiei Saudite condamnă în termenii cei mai fermi atacul asupra oamenilor nevinovați din Orlando, Florida, și transmite cele mai sincere condoleanțe familiilor și prietenilor victimelor și poporului american".[129]
- Prim-ministrul australian Malcolm Turnbull a condamnat "ura ucigașă împotriva persoanelor gay" și a calificat atentatul drept "un atac josnic împotriva libertății... un atac împotriva a noi toți".[130][131] Manifestări de solidaritate cu familiile victimelor au avut loc în întreaga Australie.[132]
- Ministrul Afacerilor Externe din Azerbaidjan a emis o declarație în care condamnă atacul și-și exprimă condoleanțele familiilor victimelor.[133] Membrii comunității LGBT locale s-au strâns în fața ambasadei Statelor Unite pentru a protesta împotriva homofobiei.[134]
- Președintele interimar al Braziliei, Michel Temer, proaspăt investit în funcție, spunea: "Regret nespus tragedia din Statele Unite care a ucis zeci de americani. De asemenea, doresc să exprim solidaritatea Braziliei cu familiile victimelor acestui atac".[126]
- Prim-ministrul canadian Justin Trudeau, cunoscut susținător al drepturilor LGBT, și soția lui, Sophie Grégoire Trudeau, au oferit "condoleanțe și rugăciuni familiilor și prietenilor celor pierduți" și au urat "însănătoșire grabnică tuturor celor răniți".[135] Trudeau și-a exprimat, de asemenea, solidaritatea cu comunitatea LGBT.[136]
- Ministrul de Externe din Chile a oferit "condoleanțele sale poporului american și familiilor victimelor brutalului atac din Orlando".[126]
- Președintele Xi Jinping a transmis profunda simpatie și sincere condoleanțe poporului american și și-a exprimat durerea pentru victimele atacului terorist.[137]
- Președintele columbian Juan Manuel Santos a condamnat atacul și și-a exprimat solidaritatea cu victimele.[126]
- Prim-ministrul danez Lars Løkke Rasmussen a fost unul dintre puținii lideri mondiali care a cerut în mod direct drepturi egale pentru toți: "Oripilat de atacul din Orlando. Să ne unim în lupta pentru drepturi egale. Gândurile mele sunt cu victimele și cei afectați".[126]
- Președintele François Hollande a condamnat atacul armat, exprimându-și "sprijinul deplin pentru poporul american".[138] Marine Le Pen, președintele partidului de extremă dreaptă Frontul Național, și-a exprimat "simpatia poporului american și rudelor numeroaselor victime".[126]
- Prim-ministrul Israelului Benjamin Netanyahu și-a exprimat condoleanțele familiilor victimelor atentatului din Orlando și a declarat că Israelul este "umăr la umăr" cu Statele Unite în combaterea terorismului.[139] Clădirea primăriei din Tel Aviv a fost iluminată în culorile steagului LGBT "în semn de solidaritate cu orașul Orlando".[139] De asemenea, președintele Reuven Rivlin i-a scris omologului său american într-o postare pe Twitter: "Acest atac împotriva comunității LGBT din Orlando este pe cât de laș, pe atât de dezgustător". El a mai adăugat că Israelul sprijină Statele Unite "în lupta morală și justă împotriva tuturor formelor de violență și ură".[139]
- Prim-ministrul Matteo Renzi scria pe Twitter: "Solidaritate și compasiune din partea guvernului italian pentru masacrul atroce din Orlando, Florida. Inimile noastre sunt cu frații noștri americani".[140]
- Într-un mesaj destinat președintelui Obama, prim-ministrul Shinzō Abe a denunțat atacul și a declarat că "Japonia stă alături de Statele Unite și poporul american în aceste momente grele".[141]
- Ministrul de Externe kenyan Amina Mohamed a declarat pe Twitter: "Acest act dezgustător doar îngreunează hotărârea noastră de a învinge această amenințare asupra vieții noastre, modului nostru de viață și valorilor noastre".[126]
- Într-o postare pe Twitter, prim-ministrul David Cameron spunea că este oripilat și și-a exprimat condoleanțele victimelor și familiilor lor.[142] La scurt timp după ce și-a sărbătorit aniversarea de 90 de ani la Londra, Regina Elisabeta a II-a a emis o declarație în care spunea: "Prințul Philip și eu am fost șocați de evenimentele din Orlando. Gândurile și rugăciunile noastre sunt cu toți cei care au fost afectați".[143] Kate Middleton și Prințul William au vizitat ambasada Statelor Unite în Londra, unde au semnat o carte de condoleanțe pentru victimele atacului.[144] Sadiq Khan, primul primar musulman al Londrei, a scris pe Twitter: "Stau alături de orașul Orlando împotriva urii și bigotismului. Gândurile mele sunt cu toate victimele acestui oribil atac". Khan, împreună cu miniștri de cabinet, liderul Partidului Laburist Jeremy Corbyn și alte mii de persoane au participat la o manifestație de solidaritate în Soho.[145][146]
- Președintele Enrique Peña Nieto a declarat că Mexicul regretă profund violența atacului armat și și-a exprimat solidaritatea cu familiile victimelor și poporul american.[147]
- Prim-ministrul Erna Solberg a spus că este îngrozită și a numit atacul o "brutalitate fără sens". Ea a mai spus că gândurile ei sunt cu victimele și cei dragi lor.[148]
- Ministrul de Externe olandez, Bert Koenders, și-a exprimat condoleanțele Secretarului de Stat al Statelor Unite, John Kerry.[126]
- Prim-ministrul Nawaz Sharif a emis o declarație în care spunea că "niciun om nevinovat, bărbat, femeie sau copil, nu ar trebui să trăiască cu frica de a fi împușcat sau ucis pentru cine este într-o societate progresivă și democratică. Acest lucru este împotriva oricărui principiu al pluralismului, toleranței și umanității pentru care ne luptăm. Acest lucru nu reprezintă voința marii majorități a musulmanilor".[149]
- Președintele României Klaus Iohannis a transmis condoleanțe familiilor victimelor atacului armat din Orlando. "Sunt profund întristat de vestea tragediei care a avut loc într-un club din Orlando, Florida. În aceste momente dificile, România este alături de Statele Unite ale Americii, partener strategic al țării noastre, cât și de poporul american. Îmi exprim întreaga solidaritate și transmit sincere condoleanțe familiilor victimelor", a spus Klaus Iohannis.[150]
- Președintele Vladimir Putin și-a exprimat condoleanțele familiilor victimelor și lui Barack Obama.[151]
- Președintele Maithripala Sirisena scria pe Twitter: "Condoleanțele mele sincere pentru cei dragi ai victimelor atacului armat din Orlando. Trebuie să facem lumea un loc mai sigur pentru toate comunitățile".[126]
- Prim-ministrul Stefan Löfven a transmis condoleanțe președintelui Obama și poporului american. Acesta a pledat pentru combaterea urii, violenței și terorii, precum și pentru susținerea drepturilor omului.[152]
- Biroul de presă al Vaticanului a emis o declarație în numele Papei Francisc în care se spune: "Teribilul masacru care a avut loc în Orlando, cu numărul său cumplit de mare de victime nevinovate, a provocat Papei Francisc, dar și nouă tuturor, cele mai profunde sentimente de groază și condamnare, durere și tulburare înaintea acestei noi manifestări de nebunie ucigașă și ură fără sens".[153] Vaticanul a declarat, de asemenea, că Papa Francisc se alătură familiilor victimelor în rugăciune.[154]

## Vezi și
- Atentatele teroriste de la Paris din noiembrie 2015
- Atacul terorist din San Bernardino
- Atentatele teroriste de la Bruxelles din martie 2016